# Бивис и Батхед одрађују свемир
Бивис и Батхед одрађују свемир (енгл. Beavis and Butt-Head Do the Universe) америчка је анимирана филмска комедија из 2022. године по анимираној серији Бивис и Батхед. Режију потписују Џон Рајс и Алберт Калерос, по сценарију Мајка Џаџа и Луа Мортона. Филм прати Бивиса и Батхеда, два тинејџера преступника који су прешли из 1998. у 2022. годину, где се сусрећу са верзијама себе у паралелном универзуму док их прогони влада САД.
Приказан је 23. јуна 2022. године преко платформе Paramount+, 25 година после филма Бивис и Батхед одрађују Америку (1996). Добио је позитивне рецензије критичара.

## Радња
Године 1998. Бивис и Батхед заврше у свемирском кампу кроз „креативно изрицање казне” од стране судије. Погрешивши симулатор, они придруже мисији спејс-шатла у ПР потезу. Након што су упропастили мисију, остављени су у свемиру, након чега пролазе кроз црну рупу и поново се појављују на Земљи али 2022. године. Откривају сасвим другачији свет и веома интелигентне верзије себе из паралелног универзума.

## Гласовне улоге
| Глумац          | Улога             |
| --------------- | ----------------- |
| Мајк Џаџ        | Бивис             |
| Мајк Џаџ        | Батхед            |
| Мајк Џаџ        | Том Андерсон      |
| Мајк Џаџ        | Дејвид ван Дрисен |
| Мајк Џаџ        | директор Маквикер |
| Гари Кол        | Матисон           |
| Нет Факсон      | Џим Хартсон       |
| Шај Макбрајд    | судија            |
| Шај Макбрајд    | Меткалф           |
| Андреа Севиџ    | Серена Рајан      |
| Карлос Алазраки | Валдивија         |